# Форест-Парк (Іллінойс)
Форест-Парк (англ. Forest Park) — селище (англ. village) в США, в окрузі Кук штату Іллінойс. Населення — 14 339 осіб (2020).

## Географія
Форест-Парк розташований за координатами 41°52′6″ пн. ш. 87°48′56″ зх. д. / 41.86833° пн. ш. 87.81556° зх. д. (41.868370, -87.815663).  За даними Бюро перепису населення США в 2010 році селище мало площу 6,22 км², уся площа — суходіл.

## Демографія
Згідно з переписом 2010 року, у селищі мешкало 14 167 осіб у 7159 домогосподарствах у складі 3100 родин. Густота населення становила 2277 осіб/км².  Було 7834 помешкання (1259/км²).
Расовий склад населення:
| - 55,2 % — білих - 32,3 % — чорних або афроамериканців - 6,0 % — азіатів - 0,3 % — корінних американців - 3,4 % — осіб інших рас |

До двох чи більше рас належало 2,8 %. Частка іспаномовних становила 9,9 % від усіх жителів.
За віковим діапазоном населення розподілялося таким чином: 16,8 % — особи молодші 18 років, 71,7 % — особи у віці 18—64 років, 11,5 % — особи у віці 65 років та старші. Медіана віку мешканця становила 39,5 року. На 100 осіб жіночої статі у селищі припадало 89,4 чоловіків;  на 100 жінок у віці від 18 років та старших — 87,0 чоловіків також старших 18 років.
Середній дохід на одне домашнє господарство  становив 69 626 доларів США (медіана — 51 927), а середній дохід на одну сім'ю — 89 850 доларів (медіана — 68 068). Медіана доходів становила 48 577 доларів для чоловіків та 46 649 доларів для жінок. За межею бідності перебувало 9,9 % осіб, у тому числі 15,4 % дітей у віці до 18 років та 8,3 % осіб у віці 65 років та старших.
Цивільне працевлаштоване населення становило 7970 осіб. Основні галузі зайнятості: освіта, охорона здоров'я та соціальна допомога — 30,0 %, науковці, спеціалісти, менеджери — 15,0 %, виробництво — 9,8 %, фінанси, страхування та нерухомість — 8,9 %.